# 拟交配

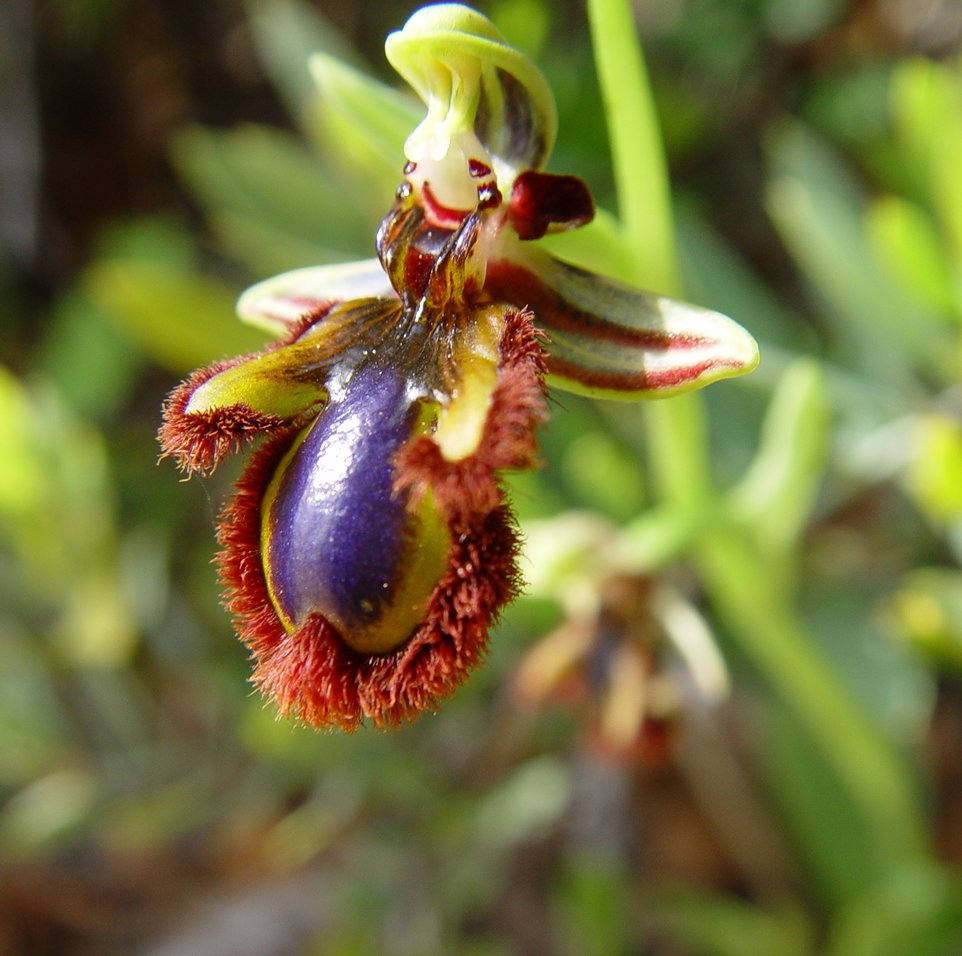
鏡蜂蘭（the mirror bee orchid，Ophrys speculum） (more photos)

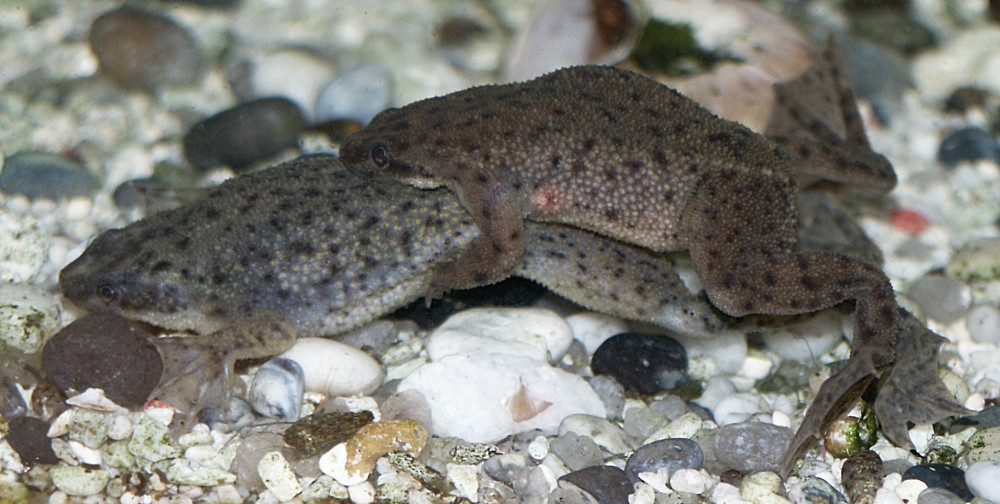
非洲侏儒蛙（Hymenochirus boettgeri）的抱合行為(more photos)

拟交配（英語：Pseudocopulation）是指并没有实际交配行为的「假」交配。某些植物的花朵常常模仿雌性昆虫，或释放出某些化学物质，以吸引雄性昆虫与之「交配」，达到传粉的目的。
假交配描述的是類似於交配的行為，對一個或兩個參與者具有生殖功能，但不涉及個體之間的實際結合。最常用於描述試圖與花交配的傳粉昆蟲。有些花會在視覺上模仿潛在的雌性配偶，但關鍵的刺激大多是化學和觸覺上的刺激。這種植物擬態的形式稱為波漾氏擬態（Pouyannian mimicry）。
蘭花也常常以這種方式實現繁殖，從花萼、花瓣或唇瓣中的氣味腺（osmophores）分泌化學物質，傳粉者難以區分這些化學物質與昆蟲的天然費洛蒙的差別。接下來，花粉塊會附著在傳粉者的身體上，當它嘗試另一次「交配」時，就會將其轉移到另一朵花的柱頭上。傳粉者通常是蜜蜂、黃蜂和蒼蠅等雙翅目昆蟲。
授粉昆蟲的成本可被視為微不足道，但對隱柱蘭（一種澳大利亞蘭花）授粉者的研究表明，它們可能會因在花上射精而浪費大量的精子。因此，可能存在著對抗性的共同演化，以致於傳粉者變得更善於正確辨識自己的物種，而蘭花成為更好的擬態者。
「假交配 」也被用來描述交配動物之間密切的身體接觸，它們卵會在體外受精。青蛙就是這樣的一個例子，雄性在雌性排出卵子的同時釋放精子，這個過程被稱為「抱合行為」（Amplexus）。 在某些種類的海星中，雄性和雌性可能走到一起，形成一對。雄性爬在上面，將自己的手臂放在雌性的手臂之間。當雌海星向水中釋放卵子時，雄海星就會被誘導釋放精子。
「假交配」也被用來指鳥類看似交配的行為，但可能只涉及到騎乘行為，也可能涉及到同性的配對行為。